# Bathygnathia affinis
Bathygnathia affinis är en kräftdjursart som beskrevs av Yakov Avadievich Birstein 1963. Bathygnathia affinis ingår i släktet Bathygnathia och familjen Gnathiidae. Inga underarter finns listade i Catalogue of Life.